# Inversor fotovoltaico

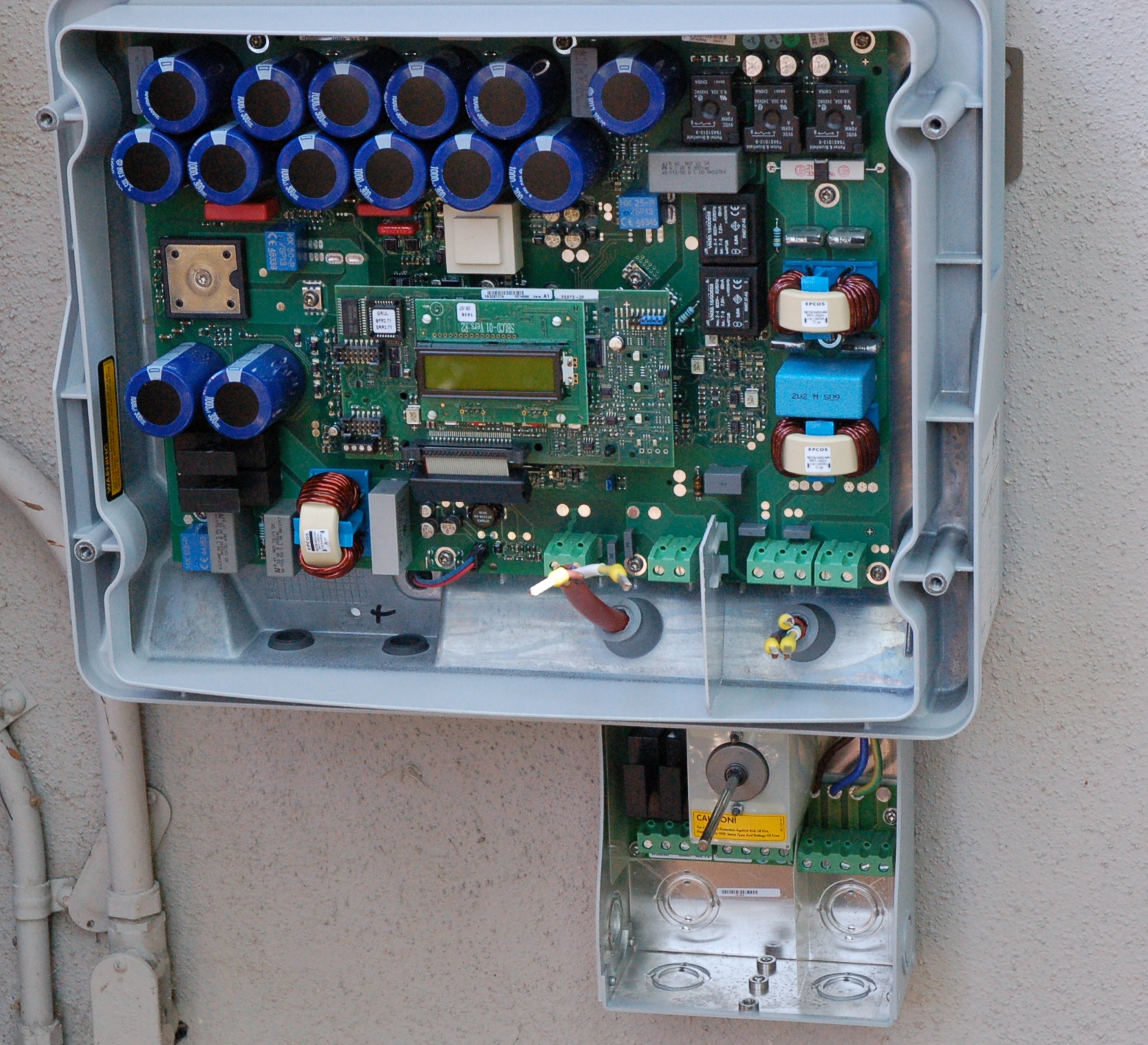
Vista interior de un inversor fotovoltaico. Nótese los capacitores (cilindros azules), empleados para almacenar energía de forma breve y mejorar la forma de onda senoidal a la salida.

Un inversor fotovoltaico es un convertidor que transforma la energía de corriente continua procedente del generador fotovoltaico en corriente alterna. Estos se subdividen en: inversores aislados e inversores conectados a la red. A día de hoy, 2010, en España, prácticamente todos los inversores que se instalan son inversores conectados a la red. Por ello, en este artículo se hablará de tales inversores.

## Clasificación de los inversores
Los inversores se pueden clasificar de diferentes formas. De acuerdo con el número de fases se pueden distinguir entre inversores monofásicos y trifásicos. Con respecto a la configuración del sistema, se suelen distinguir entre: inversores centrales, inversores en cadena (string) e inversores modulares (AC módulos). Asimismo, con respecto al número de etapas, se pueden distribuir entre los inversores de una etapa, de dos etapas y multietapas.

## Normativa
En Europa, los inversores deben cumplir con dos Directivas: la Directiva de baja tensión y Directiva de compatibilidad electromagnética.

### Estabilidad de red
En las etapas iniciales del desarrollo de los inversores fotovoltaicos, los requisitos de los operadores de las redes eléctricas a la que se conectaban solicitaban únicamente el aporte de energía activa y la desconexión del inversor de la red si ésta excedía de unos ciertos límites de voltaje y frecuencia. Con el progresivo desarrollo de estos equipos y la cada vez mayor importancia de las redes eléctricas inteligentes, los inversores son ya capaces de proveer energía reactiva e incluso aportar estabilidad a la red eléctrica.

## Fabricantes
En España, en 2025 existen los siguientes fabricantes de inversores conectados a la red: Ingeteam, Jema, Greenpower, Gamesa, Power Electronics, Salicru, y Zigor Corporación.

## Parámetros de entrada
Los inversores tienen los siguientes parámetros de entrada (en CC):
Tensión máxima de entrada (Vccmáx): Máxima tensión de entrada permitida en el inversor.
Tensión mínima de entrada (Vccmín): Tensión mínima a la cual el inversor es capaz de verter energía a la red.
Tensión de entrada de arranque (Vcc, arr): Tensión de entrada a la cual el inversor empieza a verter energía a la red.
Tensión nominal de entrada (Vcc,n):
tensión de entrada especificada por el fabricante, a la cual se refiere la información de la ficha técnica.
Tensión máxima del MPP (Vpmpmáx): tensión máxima a la cual el inversor puede transferir su potencia nominal.
Tensión mínima del MPP (Vpmpmín): tensión mínima a la cual el inversor puede transferir su potencia nominal.
Corriente máxima de entrada: máxima corriente a la cual puede funcionar el inversor. Si el inversor tiene múltiples MPPT (seguimientos del punto de máxima potencia), Iccmáx se relaciona con cada una de las entradas individuales.

## Seguimiento del punto de máxima potencia
Los inversores solares utilizan el seguimiento del punto de máxima potencia (MPPT) para obtener la máxima potencia posible del panel fotovoltaico. Las células solares tienen una relación compleja entre la irradiación solar, la temperatura y la resistencia total, lo que da como resultado una eficiencia de salida no lineal conocida como curva I-V. El objetivo del sistema MPPT es medir la potencia de salida de los elementos y determinar la resistencia (carga) para maximizar la potencia en unas condiciones ambientales determinadas.

## Solar microinverters
Un microinversor solar es un inversor diseñado para operar un único módulo fotovoltaico. El microinversor convierte la corriente continua producida por cada panel en corriente alterna. Su diseño permite conectar en paralelo varias unidades independientes de forma modular.
Las ventajas de los microinversores incluyen la optimización de la potencia de un solo panel, el funcionamiento independiente de cada panel, la instalación plug-and-play, la mejora de la instalación y la seguridad contra incendios, la minimización de los costes en el diseño del sistema y la minimización del inventario.
Un estudio realizado en 2011 en la Universidad Estatal de los Apalaches constató que una instalación con un inversor individual integrado producía alrededor de un 20 por ciento más de energía en condiciones sin sombra y un 27 por ciento más de energía en condiciones de sombra en comparación con una instalación con una conexión en serie y un único inversor. En ambas instalaciones se utilizaron los mismos paneles solares.
Las principales desventajas de un microinversor incluyen un mayor coste inicial por vatio pico en comparación con la potencia equivalente de un inversor central, ya que cada inversor debe montarse cerca del panel (normalmente en el tejado). Esto también dificulta su mantenimiento y aumenta los costes de retirada y sustitución. Algunos fabricantes han resuelto estos problemas utilizando paneles con microinversores incorporados.